# Estreito de Cook

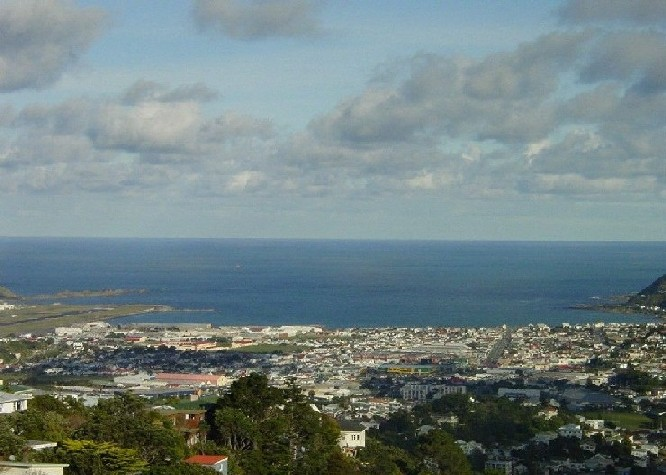
O estreito de Cook visto do topo do monte Victoria, em Wellington.

O estreito de Cook é o estreito entre a Ilha Norte e a Ilha Sul da Nova Zelândia. Tem seu nome em homenagem a James Cook, que foi o primeiro europeu a navegar por ele.  No lado norte do estreito está o porto de Wellington, e no lado sul estão os Marlborough Sounds e a baía Cloudy Bay.  
As duas grandes baías, Golden Bay e Tasman Bay, situam-se na Ilha Sul, logo a oeste do estreito, enquanto que a costa da Ilha Norte, no oeste, recolhe-se em direção da grande curva da Costa Kapiti e South Taranaki Bight. A leste do estreito é a Ilha Sul que retrocede, a costa dirigindo-se para o sudoeste após alcançar o cabo Campbell. A pequena costa sul da Ilha Norte continua pela baía de Palliser, terminando no cabo Palliser. 
Em dias de tempo bom pode-se ver claramente uma ilha da outra. No seu ponto mais estreito, a largura é de 24 km, entre o cabo Terawhiti na Ilha Norte e Perano Head na ilha Arapawa, em Marlborough Sounds. Ironicamente, é neste ponto que a costa da Ilha Sul está mais ao norte. 
Há um serviço de ferry entre as duas ilhas, mas o mar é geralmente agitado por ventos fortes nessa área, principalmente quando o vento vem do sul. Uma travessia de Wellington para Picton dura cerca de 3 horas, mas com o ferry rápido "The Lynx" o tempo de travessia se reduz a 2 horas e 15 minutos.